# Miriam Lang
Miriam Lang   (Gräfelfing, 29 de desembre de 1967) és una activista, sociòloga i filòsofa  alemanya, professora al Departament de Medi Ambient i Sostenibilitat de la Universidad Andina Simón Bolívar (Quito, Equador). Està especialitzada en decreixement, alternatives al desenvolupament, ecologia política i feminisme decolonial. La seva recerca aborda la crítica al desenvolupament i a l’estat en contextos postneoliberals, les polítiques de cura des d’un feminisme del decreixement i la necessitat d’una transició ecosocial radical construïda des del Sud global.
Segons les seves pròpies paraules, el seu treball “se centra en la crisi global multidimensional i les alternatives sistèmiques, des d'una perspectiva interseccional que inclou classe, raça, gènere, naturalesa i colonialitat.
És membre activa de xarxes com el Pacto Ecosocial del Sur, una iniciativa llatinoamericana per afrontar l’horitzó postpandèmic, i el Grupo de Trabajo Permanente Latinoamericano de Alternativas al Desarrollo, que va cofundar el 2011.

## Biografia
Miriam Lang va néixer a Alemanya. El 1994 va obtenir un màster en Estudis Llatinoamericans per la Freie Universität Berlin, i el 2001 es va doctorar en Sociologia a la mateixa universitat. Des d’aquell any i fins al 2003, va ser professora a l’Institut d’Estudis Llatinoamericans de la Freie Universität.
El 2003 es va traslladar a Palenque (Chiapas, Mèxic), on va treballar a l’ONG Casa de la Mujer, col·laborant amb municipis locals i grups de dones en la implementació de la Llei Revolucionària de les Dones —un manifest elaborat per les dones zapatistes el 1993 que afronta simultàniament estructures d’opressió patriarcals, capitalistes i colonials.
El 2005 es va establir a Quito, Equador, on resideix des de llavors. El 2006 va assumir la coordinació regional del programa contra la violència de gènere de l’oficina andina d’UNIFEM (Fons de Desenvolupament de les Nacions Unides per a la Dona). Va romandre en aquest càrrec fins al 2009, quan va esdevenir directora de l’oficina regional andina de la Fundació Rosa Luxemburg, on va treballar fins al 2013.
Des del 2016 és professora titular a la Universitat Andina Simón Bolívar, on actualment treballa al Departament de Medi Ambient i Sostenibilitat, integrant també el grup de recerca en Pensament Crític i Estudis Subalterns. Des del 2021 és docent convidada a la Universitat Autònoma de Barcelona, on ensenya el màster en línia en Decreixement.
És membre activa del CLACSO (Consejo Latinoamericano de Ciencias Sociales), dins el Grupo de Trabajo Ecología(s) política(s) desde el Sur/Abya Yala; del Research Committee 49 – Socialism, Capitalism, Democracy de la International Political Science Association (IPSA); i de l’aliança Feminisms and Degrowth. També forma part de la junta del Global Just Transitions Project (Institute for Policy Studies, Washington DC) i de la xarxa Theorizing Post-Development (Universitat de Kassel, Alemanya). A més, participa al Pacto Ecosocial del Sur, una iniciativa regional llatinoamericana per afrontar l’horitzó postpandèmic, i al Grupo de Trabajo Permanente Latinoamericano de Alternativas al Desarrollo, que va cofundar el 2011.

## Obra acadèmica
L’obra de Miriam Lang s’emmarca en els àmbits de l’ecologia política, el decolonialisme i el feminisme. Articula una crítica sistèmica del capitalisme global des d’una perspectiva interseccional, abordant de manera integrada els eixos de sostenibilitat, decreixement, gènere i colonialitat. Entén el coneixement com una eina per a la transformació social i articula propostes polítiques i epistemològiques sorgides dels moviments socials i les epistemologies del Sud, com el Bon Viure.
Ha publicat llibres, volums col·lectius i articles en anglès, castellà i alemany, en editorials i revistes acadèmiques de prestigi. Entre les seves obres més destacades es troben:
- The Geopolitics of Green Colonialism, Global Justice and Ecosocial Transitions (2024).[7] Un llibre coeditat juntament amb Mary Ann Manahan i Breno Bringel en què a partir d’estudis de cas del Sud global, es desenvolupa una crítica al colonialisme verd en les seves condicions materials, polítiques i simbòliques i es busquen alternatives més sostenibles.
- ¿Cómo se sostiene la vida en América Latina? Feminismos y re-existencias en tiempos de oscuridad (2024).[8] Un llibre co-editat amb Karin Gabbert, que procura il·lustrar com l’actualitat està caracteritzada per l’extractivisme i la devastació ambiental, la repatriarcalització multiforme del social, l’auge dels extremismes de dretes en lo electoral i el ressorgiment de noves formes de conservadorisme en la quotidianitat.
- Más Allá del Desarrollo (2011).[9] Un llibre compilat amb Dunia Mokrani, producte del Grupo Permanente de Trabajo sobre Alternativas al Desarrollo, que ha esdevingut una obra de referència en el pensament del postdesenvolupament llatinoamericà.
- Salsa Cubana – Tanz der Geschlechter. Emanzipation und Alltag auf Kuba (2004).[10] Una obra etnogràfica i política sobre gènere i vida quotidiana a Cuba.

També ha publicat nombrosos articles acadèmics en revistes com Feminist Economics, Review of International Studies, Journal of Political Ecology, Sustainability Science, e-Cadernos CES, Revista IDEES i Alternautas, entre altres.